# Gyomaendrőd
Gyomaendrőd es una ciudad húngara, capital del distrito homónimo en el condado de Békés, con una población en 2012 de 13 674 habitantes.
La localidad fue fundada en 1982 mediante la fusión de dos asentamientos colindantes llamados "Gyoma" y "Endrőd". Estos asentamientos eran pueblos de origen medieval que fueron destruidos en las invasiones turcas y reconstruidos en el siglo XVIII. La reconstrucción de las localidades fue llevada a cabo en buena parte por calvinistas y alemanes luteranos, lo que hace que una importante minoría de la población local siga actualmente a la Iglesia reformada en Hungría; la mayoría católica de la población es de origen eslovaco o desciende de magiares de Alta Hungría, aunque desde el siglo XIX están todos asimilados a la cultura magiar. La localidad adquirió estatus de ciudad en 1989.
Se ubica a orillas del río Körös, a medio camino entre Szolnok y Békéscsaba sobre la carretera 46.